# Ayenia lingulata
Ayenia lingulata är en malvaväxtart som beskrevs av August Heinrich Rudolf Grisebach. Ayenia lingulata ingår i släktet Ayenia och familjen malvaväxter. Inga underarter finns listade i Catalogue of Life.